# 13e cérémonie des Hong Kong Film Awards
La 13e cérémonie des Hong Kong Film Awards a eu lieu le 22 avril 1994.

## Palmarès

### Meilleur film
- C'est la vie, mon chéri de Derek Yee
  - Crime Story de Kirk Wong
  - Tom, Dick and Hairy de Lee Chi-ngai et Peter Chan
  - La Tentation d'un bonze de Clara Law
  - Always on My Mind de Jacob Cheung

### Meilleur réalisateur
- Derek Yee pour C'est la vie, mon chéri
  - Lee Chi-ngai et Peter Chan pour Tom, Dick and Hairy
  - Clara Law pour La Tentation d'un bonze
  - Cha Chuen Yee pour Legal Innocence
  - Kirk Wong pour Crime Story

### Meilleur scénario
- Derek Yee pour C'est la vie, mon chéri

### Meilleur acteur
- Anthony Wong Chau-sang pour The Untold Story
  - Wu Hsing-kuo pour La Tentation d'un bonze
  - Lau Ching-wan pour C'est la vie, mon chéri
  - Jackie Chan  pour Crime Story
  - Lau Ching-wan pour Thou Shalt Not Swear

### Meilleure actrice
- Anita Yuen pour C'est la vie, mon chéri
  - Josephine Siao pour Always on My Mind
  - Veronica Yip pour Roof with a View
  - Josephine Siao pour La Légende de Fong Sai-yuk
  - Carrie Ng pour Remains of a Woman

### Meilleur acteur dans un second rôle
- Paul Chun pour C'est la vie, mon chéri

### Meilleure actrice dans un second rôle
- Fung Bo-bo pour C'est la vie, mon chéri

### Meilleure photographie
- Peter Pau pour La Mariée aux cheveux blancs

### Meilleur montage
- Peter Cheung pour Crime Story

### Meilleure direction artistique
- Eddie Ma pour La Mariée aux cheveux blancs

### Meilleurs costumes
- Emi Wada et Tenny Cheung pour La Mariée aux cheveux blancs